# Erebochlora orbifera
Erebochlora orbifera är en fjärilsart som beskrevs av Max Joseph Bastelberger 1911. Erebochlora orbifera ingår i släktet Erebochlora och familjen mätare. Inga underarter finns listade i Catalogue of Life.